# Idanthyrsus okinawaensis
Idanthyrsus okinawaensis är en ringmaskart som beskrevs av Nishi och Kirtley 1999. Idanthyrsus okinawaensis ingår i släktet Idanthyrsus och familjen Sabellariidae. Inga underarter finns listade i Catalogue of Life.